# 重農主義
重農主義（じゅうのうしゅぎ、physiocratie、英: physiocracy）とは、18世紀後半、フランスのフランソワ・ケネーなどによって主張された経済思想およびそれに基づく政策である。「physiocratie、physiocracy」は、「physeos kratesis（自然（の秩序）による統治/支配）」という言葉に由来している。1767年に、デュ・ポン・ド・ヌムールが編纂した『フィジオクラシー、または人類にとってもっとも有益な統治の自然な構成( Physiocratie, ou constitution naturelle du gouvernement le plus avantageux au genre humain)』が出版され、それ以降、この言葉がケネーらの思想を指す呼称として定着していった。それ以前には、この学派は、単に「エコノミスト」と呼ばれていた。日本では、明治時代に「フィジオクラシー」が紹介された当初は「天理学派」「理物学派」などという訳語をあてられていたが、アダム・スミスがこの派の学説を「農業のシステム」と呼んだことが知られるようになって、「重農学派」「重農主義」という訳語が定着するようになった。この学派の関心領域が農業理論に限定されていないことから、木崎喜代治ら現代の研究者は、原語のまま「フィジオクラシー」と呼ぶことが多い。

## 概要
重農主義は、18世紀後半のフランスで、ルイ15世の治世の下での戦争と王権による贅沢によって、経済・社会が疲弊した頃に発生した。富の唯一の源泉は農業であるとの立場から、農業生産を重視する理論であり、重商主義を批判し、レッセフェール（自由放任）を主張した。この考え方はアダム・スミスの思想に大きな影響を与えた。

## 理論
ケネーは『経済表』を作成してその自然が形成する秩序の姿を明らかにしようとした。彼は社会は神によって創造された自然秩序に基づいて形成されるものとして人為的な社会契約説には批判的であった。自然秩序は物理・道徳の両法則によって形成され、自然法と実定法はこれを制御するために生み出されたものである。人間は自然法則によって自己の欲望を満たしたいとする欲求を実現する権利を持っており、その実現を保障するのが自由権と財産権であり、国家は実定法を用いてこれを保障する義務を持つと唱えた。また、同時に彼は農業によって生み出された剰余価値（純生産物）が農業資本の拡大再生産をもたらすとした。一方、商工業は農業がもたらす原材料がなければ何も生産出来ず、生産者としての価値は存在しない。農業生産の拡大再生産による恩恵が原材料などの形で商工業に流れることで初めて商工業が発展すると唱えた。彼は社会を地主（貴族・僧侶）・生産者（農民）・非生産者（商工業）に分類し、絶対王政国家の重商主義政策や家産国家的財政観、強力な領主（地主階層）権力による経済統制・支配こそが経済発展を阻害する最大の原因と考えた。それを克服するためには、
- 交易（とりわけ穀物などの農産物）の自由化
- 「地租単税」論（関税などの商工業への課税を廃して土地のみを課税の対象とする）
- 国家収入からの公共投資（道路・河川・運河などの整備による農業・商工業基盤の活性化）

などによって経済活動を自由化して、国家財政はその基盤整備のために用いられるべきであるとした。
彼の思想はル・メルシエ・ド・ラ・リヴィエール、デュ・ポン・ド・ヌムール、ジャック・テュルゴーらに継承される。特にテュルゴーは、実際に政府閣僚として重農主義政策を推進してギルドの廃止や囲い込みの禁止、流通の自由化などを図ったが、穀物流通の自由化や土地課税は王宮や地主階層の抵抗を受けて失敗に終わっている。また、デュ・ポン・ド・ヌムールが主導した仏英通商条約(イーデン条約)締結交渉において、産業革命が先行したイギリスとの関税を廃止したことは、イギリス商品の大量流入を招いた。その結果、地主と農民の対立、都市ギルドと農村マニュファクチュアの対立、国家財政を基盤整備に用いず贅沢とそれが生んだ借金の穴埋めにしか用いないブルボン朝への批判へと発展し、フランス革命の遠因となった。
また、経済学においてはイギリスのアダム・スミスらの古典学派経済学の発展やカール・マルクスの社会主義経済学への批判的継承などに影響を与えた。その一方で、旧体制下の封建的階級システムがそのまま肯定され、生産者階層である農民の土地所有を前提としていないことに注意が必要である。

## 影響
東アジアにおいても重農主義と類似した農本思想が存在しているが、東西を問わずこうした思想が発達した背景には、近代農業以前において農業生産は極めて不安定であり、農作物の不作がしばしば発生したことがある。不作は食料品の価格上昇につながり、場合によっては飢饉や流民その他社会不安を惹き起こす可能性もあった。従って、国家・社会にとって食料の確保は重要な課題であり、その死命を制するものであった。そこに農業を保護する事を重視する政治・経済思想（重農主義・農本思想）が現われるようになったのである。
重農主義が成立した18世紀は、中国の思想がイエズス会宣教師によって欧州に紹介されはじめた時期でもあり、重農主義の理論にはイエズス会宣教師の著書を通じて中国などの農本思想が影響をあたえていたとする研究もある。

## 主要な理論家
- ピエール・ボワギュベール　(1646年～1714年)
- ジョン・ロー　(1671年～1729年)
- リチャード・カンティロン　(1680年代～1734年)
- フランソワ・ケネー　(1694年～1774年)
- ヴィクトール・リケッティ・ド・ミラボー　(1715年～1789年)
- ピエール＝ポール・ル・メルシエ・ド・ラ・リヴィエール　(1719年～1801年)
- ジャック・テュルゴー　(1727年～1781年)
- ギヨーム＝フランソワ・ル・トローヌ　(1728年～1780年)
- ニコラ・ボードー　(1730年～1792年)
- ピエール＝サミュエル・デュ・ポン・ド・ヌムール　(1739年～1817年)